# Sistemi ettometrici di Napoli
I sistemi ettometrici di Napoli, gestiti dall'ANM, sono un insieme di undici impianti utilizzati per il collegamento delle zone collinari della città partenopea.

## Le infrastrutture
Comprende quattro funicolari, cinque ascensori e due impianti di scale mobili.
L'utilizzo degli ascensori e delle scale mobili è gratuito.

## Le funicolari

### Funicolare di Chiaia

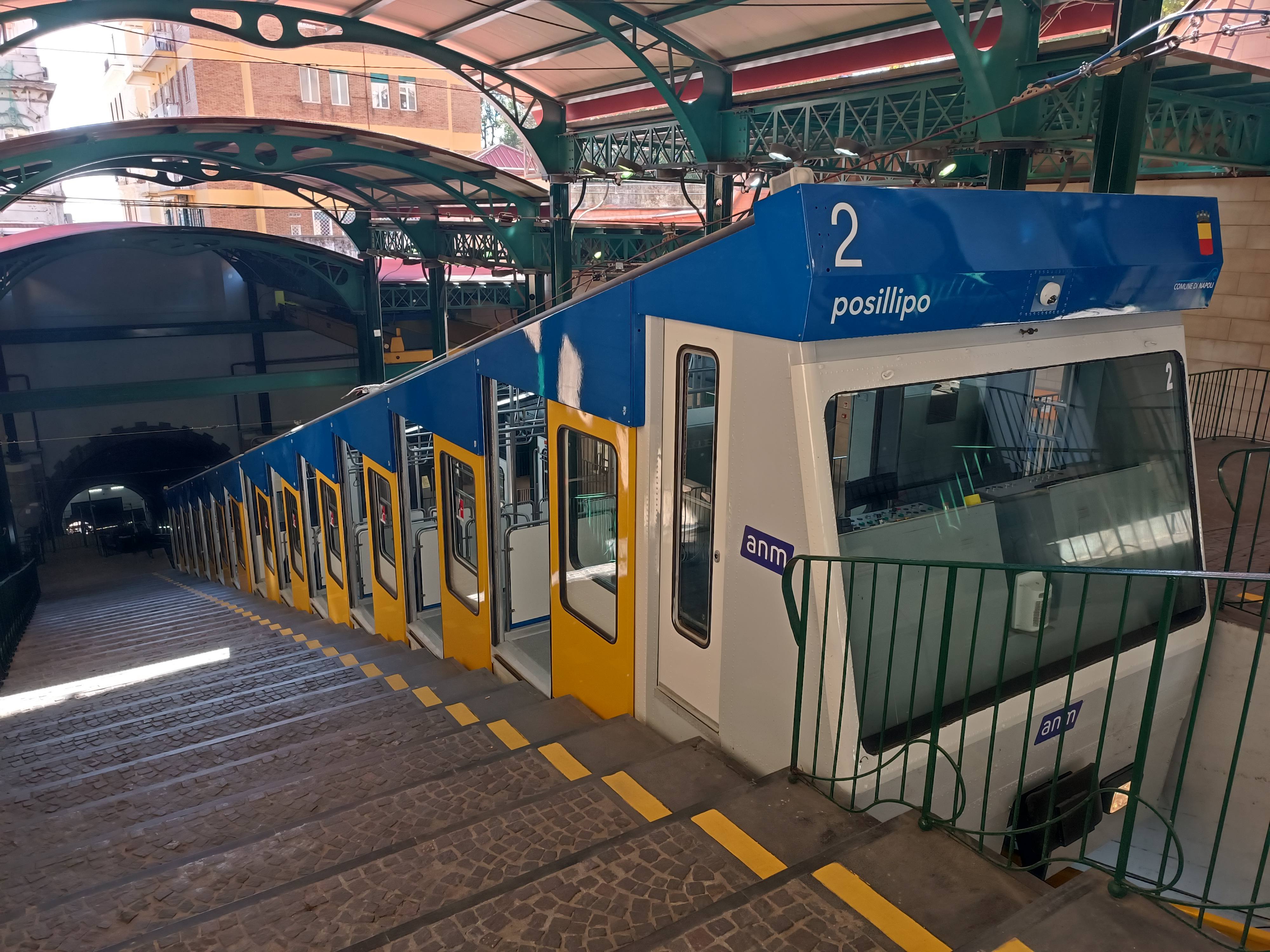
Funicolare di Chiaia

La funicolare di Chiaia collega la stazione Vanvitelli della linea 1 della metropolitana con il quartiere Chiaia. È stata aperta nel 1889 ed è la più antica funicolare napoletana. Nel suo percorso sono attive quattro fermate (compresi i capolinea). La pendenza massima è del 29,81%.

### Funicolare di Montesanto
La funicolare di Montesanto collega l'omonimo rione nel centro storico di Napoli con il Vomero. È stata aperta nel 1891. Nel suo percorso sono attive tre fermate (compresi i capolinea). La pendenza massima è del 23,07%.

### Funicolare Centrale

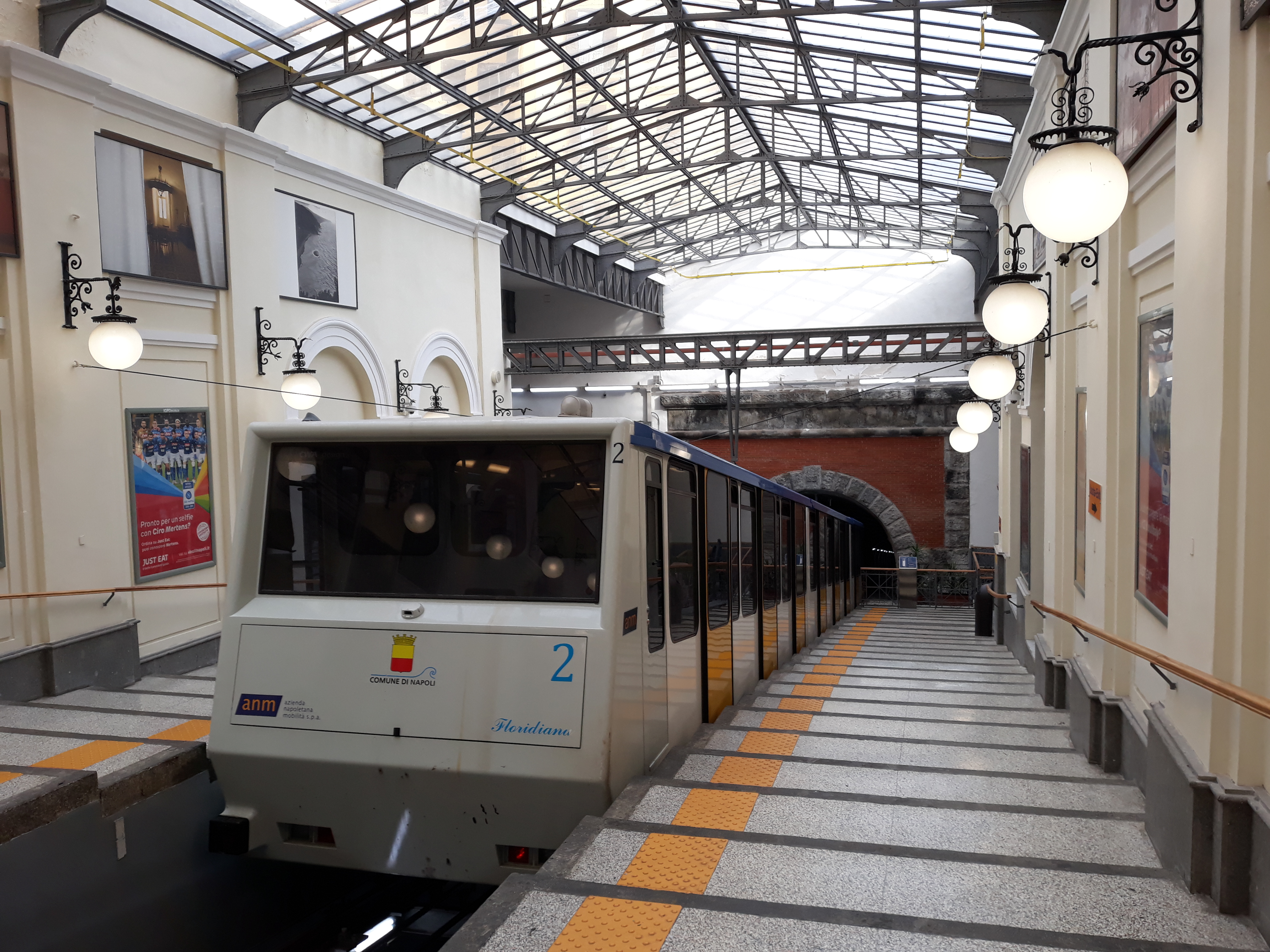
Funicolare Centrale

La funicolare Centrale collega la stazione Vanvitelli della linea 1 della metropolitana con piazzetta Duca d'Aosta. È stata aperta nel 1928. Nel suo percorso sono attive quattro fermate (compresi i capolinea). La pendenza massima è del 15,24%.

### Funicolare di Mergellina
La funicolare di Mergellina collega l'omonimo borgo con la collina di Posillipo. È stata aperta nel 1931. Nel suo percorso sono attive cinque fermate (compresi i capolinea). La pendenza massima è del 46,57%.

## Gli ascensori

### Ascensore Acton
L'ascensore Acton collega Piazza del Plebiscito con la sottostante via Ferdinando Acton. La portata è di sette persone per volta.

### Ascensore del Monte Echia
L'ascensore del Monte Echia collega il Borgo Santa Lucia e il contiguo lungomare di via Partenope con il belvedere di Pizzofalcone. La portata è di otto persone per volta.

### Ascensore della Sanità
L'ascensore della Sanità collega il ponte della Sanità e i contigui corso Amedeo di Savoia e via Santa Teresa degli Scalzi con l'omonimo rione. La portata è di diciotto persone per volta.

### Ascensore Chiaia
L'ascensore Chiaia collega via Nicotera con Via Chiaia. La portata è di quindici persone per volta.

### Ascensore Ventaglieri
L'ascensore Ventaglieri collega la zona del parco dei Ventaglieri a Montesanto con il corso Vittorio Emanuele è entrato in funzione il 28 agosto 2014.  La portata è di quindici persone per volta.

## Scale mobili intermodali

### Scale mobili intermodali del Vomero
Dall'ottobre del 2002 un sistema di tre scale mobili intermodali urbane, le quali costeggiano le scale fisse di piazza Fuga e via Alessandro Scarlatti, unisce in un unico nodo di interscambio la stazione Vanvitelli della linea 1 della metropolitana, la funicolare di Chiaia in via Domenico Cimarosa, la funicolare Centrale in piazza Fuga e la funicolare di Montesanto in via Raffaele Morghen.
Queste scale mobili, inoltre, rendono più agevole la circolazione pedonale per chi è diretto nella zona di San Martino, verso i principali siti di interesse storico-artistico (Certosa e Castel Sant'Elmo), alla sommità del quartiere Vomero.

### Scale mobili intermodali del Parco Ventaglieri
Dall'agosto del 2014 un sistema di dieci scale mobili collocate a valle del Parco Ventaglieri, collega la zona di Montesanto con la parte alta del quartiere in Piazza Gesù e Maria e Piazza Mazzini.
La prossimità immediata con i principali mezzi di trasporto concentrati in questo nodo strategico (Funicolare di Montesanto, la Linea 2 Metropolitana e le linee Cumana e Circumflegrea) completa l'offerta di servizi finalizzati a migliorare la mobilità.

## Impianti dismessi

### Funivia di Posillipo
La funivia, aperta nel 1940 durante la Mostra delle Terre d'Oltremare, collegava Viale Kennedy (nel quartiere di Fuorigrotta) con via Manzoni (nel quartiere di Posillipo). Dopo la distruzione da parte delle truppe naziste durante la seconda guerra Mondiale l'impianto venne ricostruito nel 1950 e rimase in servizio regolare per soli nove anni, dal 1952 al 1961. Le strutture vennero gradualmente smantellate quasi del tutto nei decenni seguenti.

### Ascensore di Piedigrotta
L'ascensore di Piedigrotta collegava via Manzoni con il rione di Piedigrotta scendendo nel tunnel aperto nel 1884 e oggi chiamato galleria delle Quattro Giornate. È dismesso, in quanto distrutto dal secondo conflitto mondiale.

### Ascensore di Pizzofalcone
L'ascensore di Pizzofalcone collegava l'omonima zona alta della città, appunto Pizzofalcone (detto anche Monte di Dio), con il sottostante tunnel della Vittoria e il vicino Chiatamone. Fu costruito negli anni venti del XX secolo e fu chiuso nel 1968 per problemi di infiltrazioni d'acqua e mai più ripristinato. La stazione superiore, che mostra un gusto architettonico eclettico, si apre in corrispondenza della scuola militare Nunziatella e della centrale dei telefoni della Sip, in seguito sede dell'università degli studi Parthenope.

## Progetti di nuovi impianti
Il PUMS firmato dal Comune di Napoli nel settembre 2021, che illustra gli obiettivi della città per il 2030, prevede la costruzione di nuovi impianti e il potenziamento di quelli esistenti:
- Una funicolare automatica per collegare la stazione Montedonzelli della linea 1 con Via Domenico Fontana, dotata di tre stazioni e costruita come impianto traslatore-sollevatore (simile all'ascensore Montegalletto di Genova);
- Una funicolare nel quartiere di Capodimonte, per collegare il Museo Archeologico cittadino al Real Bosco, connessa al resto della rete tramite la futura stazione Stella della linea 1;
- Un sistema di ascensori (o in alternativa una funicolare) tra Bagnoli e Posillipo, per collegare la futura stazione Campegna della linea 6 (prevista per il 2025) con via Manzoni e Piazza San Luigi;
- La stazione Sant'Elmo della funicolare di Montesanto, sita nei pressi di Castel Sant'Elmo e della Certosa di San Martino, collegata da ascensori con via Tito Angelini.